# Чемпионат Европы по футболу 2024 (отборочный турнир, группа A)
Группа A отборочного турнира чемпионата Европы по футболу 2024 — одна из десяти групп для определения команд, которые примут участие в основной стадии чемпионата в Германии. В группу A попали пять сборных: Грузия, Испания, Кипр, Норвегия и Шотландия. Команды сыграют друг с другом дома и в гостях в 2 круга.
Сборные, занявшие первые два места, выйдут в финальную часть чемпионата. Участники плей-офф будут определены на основе их выступления в Лиге наций 2022/2023.

## Турнирная таблица
| Поз | Команда   | И | В | Н | П | МЗ | МП | РМ  | О  | Квалификация                        |  | Испания | Шотландия | Норвегия | Грузия | Республика Кипр |
| --- | --------- | - | - | - | - | -- | -- | --- | -- | ----------------------------------- |  | ------- | --------- | -------- | ------ | --------------- |
| 1   | Испания   | 8 | 7 | 0 | 1 | 25 | 5  | +20 | 21 | Квалификация в финальный раунд      |  | —       | 2:0       | 3:0      | 3:1    | 6:0             |
| 2   | Шотландия | 8 | 5 | 2 | 1 | 17 | 8  | +9  | 17 | Квалификация в финальный раунд      |  | 2:0     | —         | 3:3      | 2:0    | 3:0             |
| 3   | Норвегия  | 8 | 3 | 2 | 3 | 14 | 12 | +2  | 11 |                                     |  | 0:1     | 1:2       | —        | 2:1    | 3:1             |
| 4   | Грузия    | 8 | 2 | 2 | 4 | 12 | 18 | −6  | 8  | Сборная участвует в стыковых матчах |  | 1:7     | 2:2       | 1:1      | —      | 4:0             |
| 5   | Кипр      | 8 | 0 | 0 | 8 | 3  | 28 | −25 | 0  |                                     |  | 1:3     | 0:3       | 0:4      | 1:2    | —               |

## Матчи
Список матчей был опубликован УЕФА 10 октября 2022 года. Время указано в CET/CEST. Местное время, если отличается, указано в скобках.
| Шотландия                            | 3:0     | Кипр |
| ------------------------------------ | ------- | ---- |
| - Макгинн 21′ - Мактоминей 87′ 90+3′ | (отчёт) |      |

| Испания                      | 3:0     | Норвегия |
| ---------------------------- | ------- | -------- |
| - Ольмо 13′ - Хоселу 84′ 85′ | (отчёт) |          |

| Грузия         | 1:1     | Норвегия   |
| -------------- | ------- | ---------- |
| Микаутадзе 60′ | (отчёт) | Сёрлот 15′ |

| Шотландия         | 2:0     | Испания |
| ----------------- | ------- | ------- |
| Мактоминей 7′ 51′ | (отчёт) |         |

| Норвегия          | 1:2     | Шотландия                 |
| ----------------- | ------- | ------------------------- |
| Холанн 61′ (пен.) | (отчёт) | - Дайкс 87′ - Маклейн 89′ |

| Кипр              | 1:2     | Грузия                             |
| ----------------- | ------- | ---------------------------------- |
| Питтас 40′ (пен.) | (отчёт) | - Микаутадзе 31′ - Давиташвили 84′ |

| Норвегия                                 | 3:1     | Кипр           |
| ---------------------------------------- | ------- | -------------- |
| - Сольбаккен 12′ - Холанн 56′ (пен.) 60′ | (отчёт) | Кастанос 90+3′ |

| Шотландия                       | 2:0     | Грузия |
| ------------------------------- | ------- | ------ |
| - Макгрегор 6′ - Мактоминей 47′ | (отчёт) |        |

| Грузия         | 1:7     | Испания                                                                                  |
| -------------- | ------- | ---------------------------------------------------------------------------------------- |
| Чакветадзе 49′ | (отчёт) | - Мората 22′ 40′ 66′ - Кверквелия 27′ (авт.) - Ольмо 38′ - Уильямс 68′ - Ламин Ямаль 74′ |

| Кипр | 0:3     | Шотландия                                   |
| ---- | ------- | ------------------------------------------- |
|      | (отчёт) | - Мактоминей 6′ - Портеус 16′ - Макгинн 30′ |

| Норвегия                  | 2:1     | Грузия           |
| ------------------------- | ------- | ---------------- |
| - Холанн 25′ - Эдегор 33′ | (отчёт) | Зивзивадзе 90+1′ |

| Испания                                                           | 6:0     | Кипр |
| ----------------------------------------------------------------- | ------- | ---- |
| - Гави 18′ - Мерино 33′ - Хоселу 70′ - Торрес 73′ 83′ - Баэна 77′ | (отчёт) |      |

| Кипр | 0:4     | Норвегия                                    |
| ---- | ------- | ------------------------------------------- |
|      | (отчёт) | - Сёрлот 33′ - Холанн 65′ 72′ - Эурснес 81′ |

| Испания                   | 2:0     | Шотландия |
| ------------------------- | ------- | --------- |
| - Мората 73′ - Сансет 86′ | (отчёт) |           |

| Грузия                                                                      | 4:0     | Кипр |
| --------------------------------------------------------------------------- | ------- | ---- |
| - Китеишвили 46′ - Кварацхелия 58′ - Шенгелия 82′ - Микаутадзе 90+5′ (пен.) | (отчёт) |      |

| Норвегия | 0:1     | Испания    |
| -------- | ------- | ---------- |
|          | (отчёт) | - Гави 49′ |

| Грузия                | 2:2     | Шотландия                         |
| --------------------- | ------- | --------------------------------- |
| - Кварацхелия 15′ 57′ | (отчёт) | - Мактоминей 49′ - Шенкленд 90+2′ |

| Кипр         | 1:3     | Испания                                       |
| ------------ | ------- | --------------------------------------------- |
| - Пилеас 75′ | (отчёт) | - Ламин Ямаль 5′ - Оярсабаль 22′ - Хоселу 28′ |

| Шотландия                                          | 3:3     | Норвегия                                        |
| -------------------------------------------------- | ------- | ----------------------------------------------- |
| - Макгинн 13′ - Эстигор 33′ (авт.) - Армстронг 59′ | (отчёт) | - Дённум 3′ - Странн Ларсен 20′ - Эльюнусси 86′ |

| Испания                                            | 3:1     | Грузия            |
| -------------------------------------------------- | ------- | ----------------- |
| - Ле Норман 4′ - Торрес 55′ - Лочошвили 72′ (авт.) | (отчёт) | - Кварацхелия 10′ |

## Бомбардиры
Примечание: В скобках указано, сколько голов из общего числа забито с пенальти.
7 голов
- Скотт Мактоминей

6 голов
- Эрлинг Холанн (2)

4 гола
- Альваро Мората
- Хоселу
- Хвича Кварацхелия

3 гола
- Джон Макгинн
- Ферран Торрес
- Жорж Микаутадзе (1)

2 гола
- Александер Сёрлот
- Гави
- Дани Ольмо
- Ламин Ямаль

1 гол
- Линдон Дайкс
- Кенни Маклейн
- Каллум Макгрегор
- Райан Портеус
- Лоуренс Шенкленд
- Стюарт Армстронг
- Ола Сольбаккен
- Мартин Эдегор
- Фредрик Эурснес
- Арон Дённум
- Йёрген Странн Ларсен
- Мохамед Эльюнусси
- Нико Уильямс
- Микель Мерино
- Алекс Баэна
- Ойан Сансет
- Микель Оярсабаль
- Робен Ле Норман
- Зурико Давиташвили
- Георгий Чакветадзе
- Буду Зивзивадзе
- Отар Китеишвили
- Леван Шенгелия
- Григорис Кастанос
- Костас Пилеас
- Иоаннис Питтас (1)

Автоголы
- Соломон Кверквелия (в матче против  Испании)
- Лео Эстигор (в матче против  Шотландии)
- Лука Лочошвили (в матче против  Испании)

## Дисквалификации
Игрок получает дисквалификацию на 1 матч за следующие нарушения:
- Красная карточка (отстранение за красную карточку может быть продлено за грубые нарушения).
- 3 жёлтые карточки в 3-х разных матчах, а также 5-я и каждая последующая жёлтая карточка (дисквалификация за жёлтую карточку не переносится на плей-офф, основной турнир или любые другие международные матчи).

| Футболист      | Команда | Нарушения                        | Пропущенные матчи            |
| -------------- | ------- | -------------------------------- | ---------------------------- |
| Николас Иоанну | Кипр    | против Шотландии (25 марта 2023) | против Грузии (17 июня 2023) |